# Драгиња Ружић
Драгиња Ружић (Врањево, 2. октобар 1834 — Вуковар, 6. септембар 1905) била је српска глумица, чланица ансамбла Српског народног позоришта у Новом Саду. Сматра се првом српском професионалном глумицом.

## Детињство и породица
Драгиња Ружић рођена је у Врањеву (данашњи Нови Бечеј), као ћерка свештеника Луке Поповића и његове жене Милице, домаћице. Завршила је само основну школу, али је у породици добила лепо васпитање и стекла радне навике.
Бројна породица Луке Поповића је српском позоришту дала седам чувених имена, пет кћери и два сина. Свој живот су позоришту посветили Љубица Коларовић, Катица Поповић, Драгиња Ружић, Јелисавета - Јеца Добриновић, Софија Вујић, Лаза и Паја Поповић. Заједно са снајама и зетовима, међу којима су били Димитрије Ружић, Пера Добриновић, Димитрије Коларовић и Лазина жена Марија Аделсхајм-Поповић ова „уметничка династија” је једно време сачињавала готово половину трупе Српског народног позоришта у Новом Саду и представљали су моћан и веома утицајан породични круг, не само у глумачкој дружини него и у органима Друштва за Српско народно позориште. Глумачку традицију наставили су и унуци проте Луке: Зорка Тодосић, Емилија Поповић, Милка Марковић и Лука Поповићи његове сестре Зорка Поповић—Премовић и Даница Поповић. Последњи изданци ове династије били су праунуци проте Луке, Димитрије Митица Марковић и Љубица Тодосић, талентована глумица која је умрла веома млада.

## Глумачка каријера
Драгиња је прва од поп-Лукине деце отишла од куће и 1860. године у Српском Чанаду (Румунија) и ступила у тамошњу дилетантску дружину. На сцени је први пут наступила 17. јула 1860. године у улози Видосаве (Јован Стерија Поповић, Ајдуци) у дилетантској дружини Стевана Протића и Андреје Путића. Удала се за глумца Димитрија Ружића, с којим је играла у истим позориштима.
Чланица Српског народног позоришта у Новом Саду Драгиња Ружић је од 16. јула 1861. и у њему ће остати до краја своје глумачке каријере. Прекид је имала од 1863. до 1865. године када је, у знак побуне због отпуштања Димитрија Коларовића, заједно са својим супругом Димитријем Ружићем и сестрама Љубицом Коларовић и Софијом Вујић иступила из овог позоришта. У том периоду наступала је у ad hoc формираној путујућој позоришној дружини коју је оформио Димитрије Коларовић и са њом од јула до октобра 1863. приредио низ представа. Имали су двоје деце - ћерку Зорку и сина Тиму. После тога је до 1865. године играла у Хрватском народном казалишту у Загребу. Други прекид био је у периоду од 1872. до 1873. године, када је краће време глумила у Народном позоришту у Београду.
Драгиња Ружић била је једна од најбољих глумица Српског народног позоришта у Новом Саду. „Ванредно даровита, лепе спољашњости и одлична певачица, она је могла да покаже богат уметнички изражајни дијапазон у великом драмском и чак карактерно-комичном фаху.” Од самог почетка глумачке каријере била је запажена, а како је била врло амбициозна успела је „изузетно брижљивим радом да се врло брзо уметнички развије, истичући своју неисцрпну даровитост”. Тумачила је најразноврсније улоге од сентименталних и драмских љубавница, карактерних, комичних, озбиљних, с певањем. Сматра се да је одиграла око 350 улога. Умела је своје улоге да надахне животном истинитошћу и да најситнијим детаљима оживи ликове које представља. За Драгињу је дугогодишњи управник Српског народног позоришта Антоније Хаџић писао: „Она је умела удахнути онај прави, животворни дух уметношћу својом; она је верним, истинитим приказом најразличитијих карактера, било то комичних, било трагичних, доказала да се и наше глумачке снаге могу такмичити с великим глумцима других народа”. Савремени критичари је оцењују као велику уметницу европске уметничке вредности и сврставају је у уметницу највишег европског нивоа.
Прославила је само један свој јубилеј, 25-огодишњицу уметничког рада, 17. априла 1886, у Гернеровој монодрами Мила, у преради Косте Трифковића. Исте вечери прославио је свој јубилеј и њен муж Димитрије Ружић. Црногорски књаз Никола Петровић Његош послао јој је том приликом сребрни ловоров венац. Неочекивано се повукла са сцене 1898. године, у својој 64. години живота и са 38 година проведених на сцени. То је било изненађење, јер се сматрало да је у пуној уметничкој снази. Последња јој је била улога Јелисавете у Шилеровом комаду Сплетка и љубав, одиграном 27. јуна 1898. године. Наши највећи познаваоци позоришне уметности сматрају да се ни за једним глумцем у историји српског позоришта није толико и тако искрено туговало као за Драгињом. Захваљујући се присутнима и својој српској публици, кад и на лепим речима изговореним те вечери у њену част, Драгиња је поносна али доста тужно, између осталог поручила својим наследницима на сцени:
| „ | Сећајте се у свом раду оне која је крчила и раскрчила трновити пут и утрла стазу на којој ћете без мене продужити рад ваш тако користан за народну просвету. | ” |

Пензионисана је 13. августа 1898. године.

### Значајније улоге
Како је све своје улоге савесно припремала и за сваку била много хваљена од позоришне критике, то је данас врло тешко издвојити која јој је улога била најуспелија. Међу најзначајније се, ипак, сврставају:
- Фема (Јован Стерија Поповић, Покондирена тиква),
- Султана (Јован Стерија Поповић, Зла жена),
- Јевросима (Лаза Костић, Максим Црнојевић),
- Јелисавета (Јохан Фридрих Шилер, Марија Стјуарт),
- Милфордова (Јохан Фридрих Шилер, Сплетке и љубав),
- Војвоткиња Малбро (Ежен Скриб, Чаша воде).
- Орсина (Ефраим Готхолд Лесинг, Емилија Галоти)

## Приватни живот
Драгиња се удала за свог колегу, глумца Српског народног позоришта Димитрија Ружића. Венчали су се у манастиру Крушедол 2. фебруара 1862. године. Овај брак био је изузетно складан и Драгињину смрт Димитрије је трагично доживео „и до краја живота неутешно патио”. Драгиња Ружић умрла је 6. септембра 1905. године у Вуковару, у својој 71. години живота. Из Вуковара су њени посмртни остаци касније пренети у Нови Сад и сахрањени на Алмашком гробљу, у истој костурници са њеним мужем Димитријем и сестричином (ћерком њене најмлађе сестре Софије) Милком Марковић.

## Награде и признања
За живота је Драгиња Ружић одликована Сребрним ловоровим венцем, који је додељивало Друштво за Српско народно позориште глумцима и другим позоришницима на прослави годишњице њиховог уметничког рада. Драгињин венац данас је део збирке од 13 оваквих венаца, коју поседује Позоришни музеј Војводине.
Данас једна улица у Новом Саду носи име Драгиње Ружић.